# Superagente 86 (serie de televisión)
Superagente 86 (Get Smart, en su título original en inglés) es una serie de televisión estadounidense emitida originalmente entre 1965 y 1970 que parodiaba a las películas y series de espías, una mezcla de James Bond y el inspector Clouseau. Creada por Mel Brooks y Buck Henry, era protagonizada por Don Adams, como Maxwell Smart, el agente 86, y Barbara Feldon, como la agente 99. 
86 y 99 trabajaban para CONTROL, una supuesta agencia secreta de espías del gobierno de los Estados Unidos. Henry dijo que la idea de la serie vino de una propuesta de Daniel Melnick de sacar partido de «los dos personajes más importantes del mundo del entretenimiento de hoy: James Bond y el inspector Clouseau». Brooks dijo: «Es una combinación demente de James Bond y la comedia de Mel Brooks».
La serie se emitió en la NBC entre el 18 de septiembre de 1965 y el 12 de abril de 1969. Después se trasladó a la CBS, donde se emitió la última temporada, entre el 11 de septiembre de 1969 y el 11 de septiembre de 1970. La serie era muy popular en la década de 1960, y ha sido repuesta en varias ocasiones en todo el mundo vía satélite. Ganó siete Premios Emmy y fue nominada para otros catorce y para dos Globos de Oro.
Se han hecho tres largometrajes basados en la serie: primero, uno con parte del reparto original en 1980, titulada The Nude Bomb (La bomba nudista), también conocida como The Return of Maxwell Smart o Maxwell Smart and the Nude Bomb. Después de éstos, se estrenó un especial hecho para la televisión llamado Get Smart, Again! en 1989. Y también Superagente 86: De película, protagonizada por Steve Carell, Anne Hathaway y Alan Arkin, se estrenó en 2008 en España (titulada El Súper Agente 86 en Hispanoamérica). En Estados Unidos se estrenó una serie derivada de esta película, titulado Get Smart´s Bruce and Lloyd: Out of Control y una secuela en 1995 protagonizada por Adams y Feldon, con Andy Dick en el papel de su hijo, Zach, uno de los gemelos Smart.

## Historia
La serie se centra en las aventuras del agente secreto Maxwell Smart (Don Adams), proclive a cometer grandes torpezas a cada momento; conocido también como Agente 86. Su compañera (y, más tarde, esposa) es la agente 99 (Barbara Feldon), cuyo verdadero nombre nunca se revela. Max y 99 trabajan para CONTROL (parodia de la CIA), una agencia secreta del gobierno estadounidense, localizada en Washington D. C. (en el 123 de Main Street). Los dos se embarcan en numerosas misiones alrededor del mundo, y la incompetencia de Smart siempre causa complicaciones. Sin embargo, Smart nunca falla en sus misiones, gracias a su casual suerte y a la ayuda de 99; sin contar con su infalible zapatófono, (un avanzado teléfono celular de la época cuyo cuerpo era el zapato, que tenía un disco en la suela). El superior de Max y 99 es el sufrido Jefe de CONTROL (Edward Platt), conocido simplemente como «El Jefe». Sin embargo en un capítulo en una escena en un juzgado el juez le solicita que diga su nombre de pila, que resulta ser Tadeo.
La némesis de CONTROL es KAOS (parodia de la KGB), «la organización internacional del mal», una igualmente inepta organización de un país desconocido perteneciente al Bloque del Este. Aunque CONTROL y KAOS siempre aparecen en mayúsculas, no son siglas ni acrónimos. Otro dato gracioso es el hecho de haber utilizado estos dos conceptos antónimos para definir a las dos organizaciones rivales.
En sus cinco temporadas se dio el gusto de parodiar filmes o series como Casablanca, El fugitivo, La gran evasión, Bonnie y Clyde, La ventana indiscreta, Goldfinger, El tesoro de Sierra Madre, Ironside, Asesinato en el Orient Express, Agente 007 contra el Dr. No y hasta a su indirecta competencia, Los vengadores.

## Personajes

### CONTROL

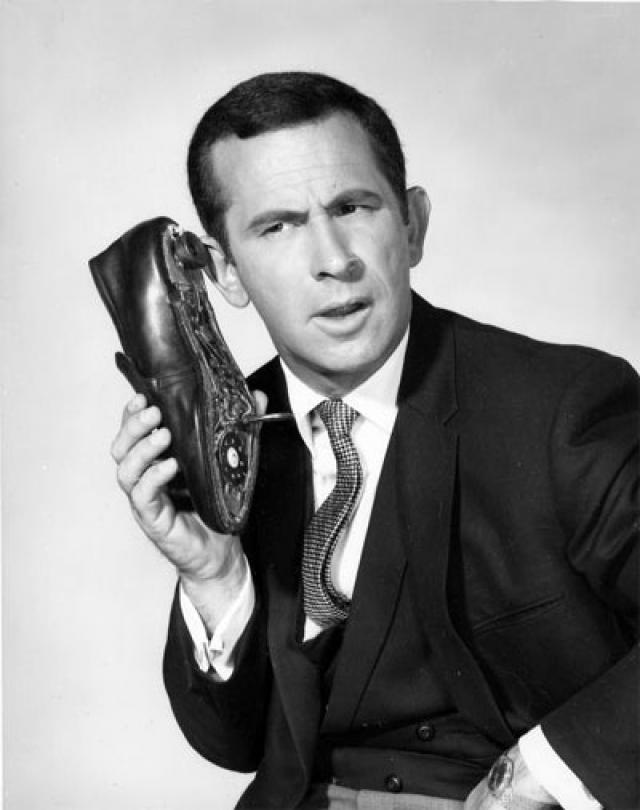
Don Adams como Maxwell Smart usando su zapatófono.

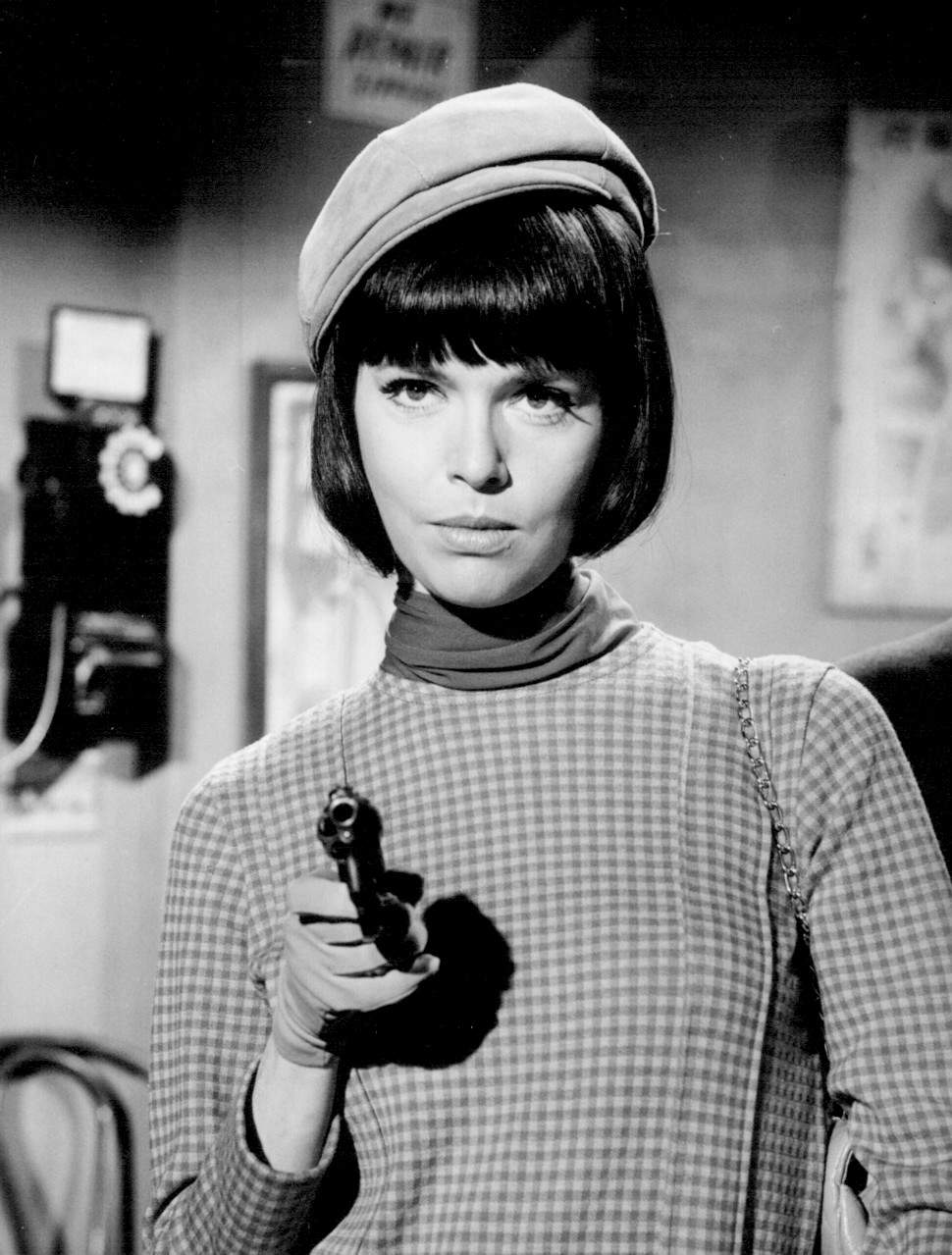
Barbara Feldon como la Agente 99.

- Maxwell Smart (Don Adams), conocido también como Max o Agente 86, es el protagonista de la serie. A pesar de ser un agente secreto del gobierno, es torpe, patoso y no muy inteligente. Su instrumento más característico es el zapatófono, un teléfono oculto en su zapato que le sirve para comunicarse con CONTROL. En un episodio se muestra que prácticamente todos sus accesorios de ropa (corbata, pañuelo, cinturón...) son teléfonos. Mayoritariamente, cuando se dirigen hacia él lo nombran como «Max» y pocas veces como «86».

- La Agente 99 (Barbara Feldon) es una agente alta y atractiva cuya presencia es muy útil en muchas operaciones secretas. Generalmente, 99 es más competente que Max, pero él le salva la vida en muchos episodios. Max y 99 se casan en la 4ª temporada y tienen gemelos en la 5ª.

- El Jefe de CONTROL (Edward Platt), aunque es algo sarcástico y gruñón, también es inteligente, serio y prudente. Comenzó su carrera en CONTROL como Agente Q. Es muy comprensivo con Max y 99, pero sufre continuos disgustos por la incompetencia de su subordinado.

- Hymie el Robot (Dick Gautier) («Jaime» en la versión hispanoamericana) es un poderoso androide construido por el Dr. Ratton para trabajar para KAOS, pero en su primera misión Smart consigue ponerlo del lado de CONTROL. Hymie tiene numerosas habilidades sobrehumanas, como una fuerza y una velocidad superiores a las humanas y capacidad de ingerir venenos y registrar su nombre, clase y cantidad, aunque su diseño no incluye inteligencia artificial, lo que se manifiesta principalmente en que Hymie toma las órdenes que se le dan de forma totalmente literal, lo que lleva a situaciones risueñas.

- El Agente 13 (Dave Ketchum) es un agente escondido siempre en los lugares más extraños e inverosímiles, como una máquina expendedora de cigarrillos, un buzón, una lavadora, una taquilla, un cubo de basura o una boca de incendios. Tiende a quejarse siempre de las misiones que le asignan. El Agente 13 es un personaje ocasional pero aparece en numerosos episodios de la segunda temporada, y en The Nude Bomb, interpretado por otro actor.

- El Agente 44 (Victor French), el predecesor del Agente 13, también aparece escondido en lugares extraños. 44 solía autocompadecerse y protestar por su trabajo, y a veces trataba de que Max siguiera hablando para mantener su compañía. 44 aparece en numerosos episodios de la segunda mitad de la primera temporada. En la última temporada hay un nuevo Agente 44, interpretado por Al Molinaro, que apareció en dos episodios.

- Larabee (Robert Karvelas) es el torpe secretario del Jefe, y capaz de ser aún más torpe que el propio Maxwell Smart. Es por lo normal callado y serio, pero cuando habla suele manifestar su completa ignorancia para cualquier tarea. El actor Robert Karvelas era primo de Don Adams. Larabee también aparece en The Nude Bomb.

- El Almirante Harold Harmon Hargrade o El Almirante (William Schallert) es el antiguo jefe. Fundó CONTROL a principios del siglo XX. Tiene muy mala memoria, y cree que el presidente de los Estados Unidos es todavía Herbert Hoover. Tiene 95 años, tiene mal equilibrio y a veces se cae al andar. Además padece narcolepsia.

- Charlie Watkins o el Agente 38 (Angelique Pettyjohn) es un agente camuflado y un maestro del disfraz que aparece como una glamurosa mujer ligera de ropa en dos episodios. También puede poner una voz femenina como parte del disfraz.

- Colmillo o el Agente K-13 es un perro insuficientemente entrenado que trabaja para CONTROL. Aparece en la primera temporada y en parte de la segunda; su relación con Max es casi de amo/mascota.

- Carlson (Stacy Keach, Sr.) es el inventor de CONTROL durante la segunda temporada (parodiando a Desmond Llewelyn y su personaje Q en las películas de 007). Mientras analiza los inventos, Max suele romperlos incluso antes de usarlos. Carlson siguió a otros científicos de CONTROL que tuvieron el mismo papel en la primera temporada: Carleton (Frank DeVol), que apareció en el episodio piloto y en otro episodio, el egocéntrico Windish (Robert O. Cornthwaite) y Parker (Milton Selzer).

- La Dra. Acero (Ellen Weston) es una científica de CONTROL que hace tres apariciones en la tercera temporada. Es una mujer inteligente y muy atractiva cuyo camuflaje es el de bailarina en un cabaré de lujo. La entrada a su laboratorio es a través de un gran baúl que hay entre bastidores. La Dra. Acero suele hacer complejas pruebas científicas llevando su vestuario de actuación y siempre aparece explicando sus hallazgos mientras ensaya su siguiente baile, tras lo cual sale rápidamente al escenario. La Dra. Acero fue sustituida por la Dra. Simon (Ann Elder), que tenía un papel muy similar y apareció en dos episodios de la cuarta temporada.

- Harry Hoo (Joey Forman), es un detective hawaiano procedente de Honolulu, parodia del detective ficticio Charlie Chan. Hoo no es miembro de CONTROL, trabajan juntos en casos de asesinato.

### KAOS
- Mr. Big (Michael Dunn) es el supuesto líder de KAOS y un enano. Aparece únicamente en el episodio piloto en blanco y negro, y muere al ser alcanzado por un rayo de su invención, el Inthermo. Otros jefes de KAOS aparecen en diversos episodios.

- Conrad von Siegfried o simplemente Siegfried (Bernie Kopell) es el principal villano y vicepresidente de Relaciones Públicas y Terror de KAOS.[1] Es el homólogo de Max en KAOS, y también su némesis, aunque los dos se tratan respetuosamente entre sí, incluso cuando están tratando de asesinarse mutuamente.

- Shtarker (King Moody) es el secuaz de Siegfried. Shtarker es un lacayo entusiasta cuya personalidad cambia de la de un villano sádico a la de un niño presuntuoso, interrumpiendo conversaciones con ridículos sonidos vocales que imitan armas o motores.

- La Garra (Leonard Strong) es un villano asiático parecido al Dr. No que representa al sector asiático de KAOS. En lugar de mano izquierda tiene una potente imán, lo que le da su nombre. A veces la Garra atrae algo metálico con su imán que, accidentalmente, crea confusión. Como Siegfried, tiene un ayudante fuerte pero poco inteligente, llamado Bobo.

- Natz (Ted de Corsia) es un villano que aparece en alguno de los episodios en los que aparece Hymie. Apareció en el episodio en el que Hymie es robado de KAOS, y en otro episodio en el que construyen a un robot, llamado «Groppo» para matar a Hymie.

## Estrellas invitadas

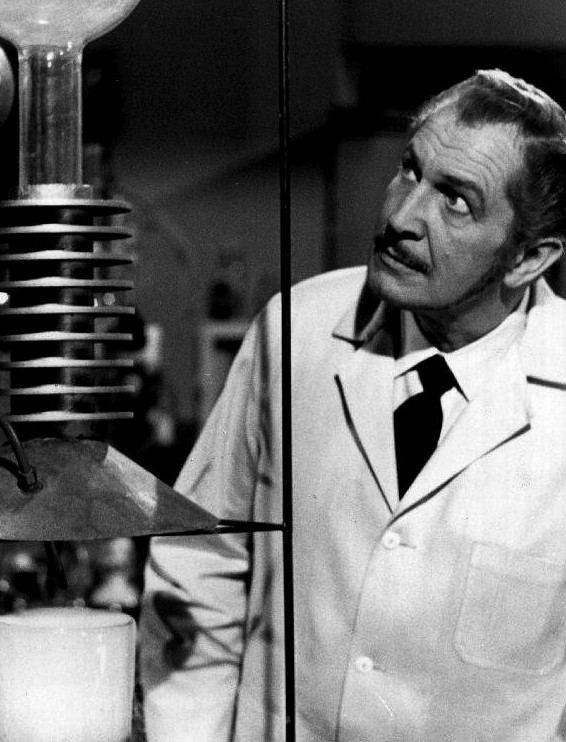
Vincent Price como el farmacéutico de KAOS Jarvis Pym, en un episodio del Superagente 86 (1969).

A lo largo de las cinco temporadas de la serie, aparecieron numerosos actores y celebridades invitados, y algunas futuras estrellas, que interpretaron papeles episódicos, entre ellos:
| - Ian Abercrombie - Barbara Bain - Billy Barty - Lee Bergere - Shelley Berman - Joseph Bernard - Tom Bosley - Victor Buono - Carol Burnett - James Caan - Johnny Carson - Broderick Crawford - Dennis Cross - John Dehner - Robert Easton - Dana Elcar - Bill Erwin - Jamie Farr | - John Fiedler - Joey Forman - Alice Ghostley - Jack Gilford - Leo Gordon - Farley Granger - Sid Haig - John Hoyt - Conrad Janis - Gordon Jump - Ted Knight - James Komack - Len Lesser - Judith McConnell - Al Molinaro - Howard Morton - Laurie Main | - Barry Newman - Julie Newmar - Leonard Nimoy - Alan Oppenheimer - Angelique Pettyjohn - Regis Philbin - Tom Poston - Ann Prentiss - Vincent Price - Don Rickles - Alex Rocco - Cesar Romero - Vito Scotti - Larry Storch - Vic Tayback - Fred Willard - Jason Wingreen - Dana Wynter |

Bill Dana y Jonathan Harris, que aparecieron con Adams en El Show de Bill Dana, también aparecieron, como el hermano de Adams, Dick Yarmy, y su hija, Caroline Adams. 
En la serie hubo numerosos cameos de famosos actores y comediantes, algunas veces no incluidos en los créditos, y comediantes amigos de Adams. Johnny Carson apareció, como «estrella invitada», en el episodio Aboard the Orient Express (A bordo del Expreso de Oriente). Carson volvió para otro cameo que no apareció en los créditos, como un sirviente real en el episodio de la tercera temporada The King Lives? (El Rey vive). Otros hicieron apariciones especiales: Steve Allen, Milton Berle, Ernest Borgnine, Wally Cox, Robert Culp (como un camarero, en un episodio que parodiaba la serie de Culp Soy espía), Phyllis Diller, Buddy Hackett, Bob Hope y Martin Landau.

## Adaptaciones en otros medios
Tras el fin de la serie se han producido cuatro largometrajes basados en ella:
- una versión cinematográfica llamada The Nude Bomb (también conocida como The Return of Maxwell Smart o Maxwell Smart and the Nude Bomb) en 1980, que resultó un fracaso de taquilla.
- una versión para la televisión, Get Smart, Again! en 1989, emitida en la ABC.
- una versión cinematográfica en 2008, protagonizada por Steve Carell y Anne Hathaway, producida por la Warner Bros.
- un spin-off basado en esta última, tituladao Get Smart´s Bruce and Lloyd: Out of Control

El éxito de la serie original hizo que en 1995 la FOX lanzara una nueva versión que no tuvo mucho éxito y fue cancelada con solo siete episodios emitidos, titulada también Superagente 86, con Don Adams y Barbara Feldon en los mismos personajes. Max era ahora el jefe de CONTROL, ante la notable y no justificada ausencia del ya fallecido Edward Platt, y su torpe hijo, Zach (Andy Dick) era el nuevo agente estrella de CONTROL. Esta nueva serie falló por no mantener la esencia de la serie original.

### Adams en papeles similares
Don Adams interpretó a Maxwell Smart en un anuncio publicitario de los grandes almacenes Kmart en 1989. Aparecía hablando por su zapatófono, hablándole al Jefe sobre la gran selección de electrodomésticos disponibles en Kmart. Una réplica exacta suya se le acerca y Max dice: «No me lo digas, eres un agente doble».
Adams apareció en una serie de anuncios de una cadena de electrodomésticos de Nueva York, llamada Savemart, interpretando a Maxwell Smart. El eslogan era: «Get Smart. Get SaveMart Smart». Y también en una serie de anuncios para White Castle en 1992, homenajeando a su personaje, con su frase característica: «Me creería si...».
Adams volvió a interpretar al personaje de agente secreto torpe en la serie de dibujos animados Inspector Gadget, en la que doblaba al protagonista. Esta serie dio lugar a la película Inspector Gadget, con actores reales, en 1999, protagonizada por Matthew Broderick (en la que Adams hizo un cameo doblando la voz del perro Sultán) y a la serie Gadget Boy. Ninguna de estas series estaba relacionada directamente con Superagente 86.
A finales de los 90, Adams también apareció como Maxwell Smart en anuncios de Toyota y de una empresa de transportes.

### Libros y cómics
William Johnston escribió y Tempo Books publicó, a finales de los 60, una serie de novelas basadas en la serie. Dell Comics publicó un cómic de ocho entregas entre 1966 y 1967, dibujado en parte por Steve Ditko.
The Get Smart Handbook escrito por Joey Green en 1993 publicado por Collier Books es un libro de referencia con todos los datos de la serie, fichas de personajes, frases célebres, biografías de los protagonistas y guía de episodios entre otras secciones.
Would you Believe ... ? escrito por Don Adams en 1966 y publicado por Price, Stern, Sloan.
The Life & Time of Maxwell Smart escrito por Donna McCrohan en 1988 y publicado en New York por St. Martin's Press es un otro libro que compila información de la serie con muchas anécdotas de la época de producción de la misma.

### Película de 2008
Una versión cinematográfica se estrenó en 2008, protagonizada por Steve Carell como Maxwell Smart (Agente 86), Anne Hathaway como la agente 99, Alan Arkin como el Jefe, Terence Stamp como Siegfried, Masi Oka como Bruce, Dwayne Johnson como el Agente 23, un nuevo personaje que no estaba en la serie, y Patrick Warburton como Hymie el Robot. Bill Murray y Bernie Kopell hacen cameos, y James Caan, que fue estrella invitada en un episodio, interpreta al presidente de Estados Unidos. La película está dedicada a Adams y a Platt y, según se informa, Feldon rechazó aparecer en ella.

### La película propuesta
La película Batman de 1966, estrenada durante la emisión de la serie, tuvo un gran éxito y animó a otras series de televisión a hacer lo mismo. La única que se estrenó fue Munster Go Home (1966), basada en la serie The Munsters, que fue un fracaso estrepitoso y provocó la cancelación de otros proyectos, incluida una película basada en Superagente 86. El que iba a ser el guion de esa película se transformó en el de un episodio de tres partes, titulado A Man Called Smart (Un hombre llamado Smart). Las tres partes se emitieron el 8, el 15 y el 22 de abril de 1967.

## Notas de producción

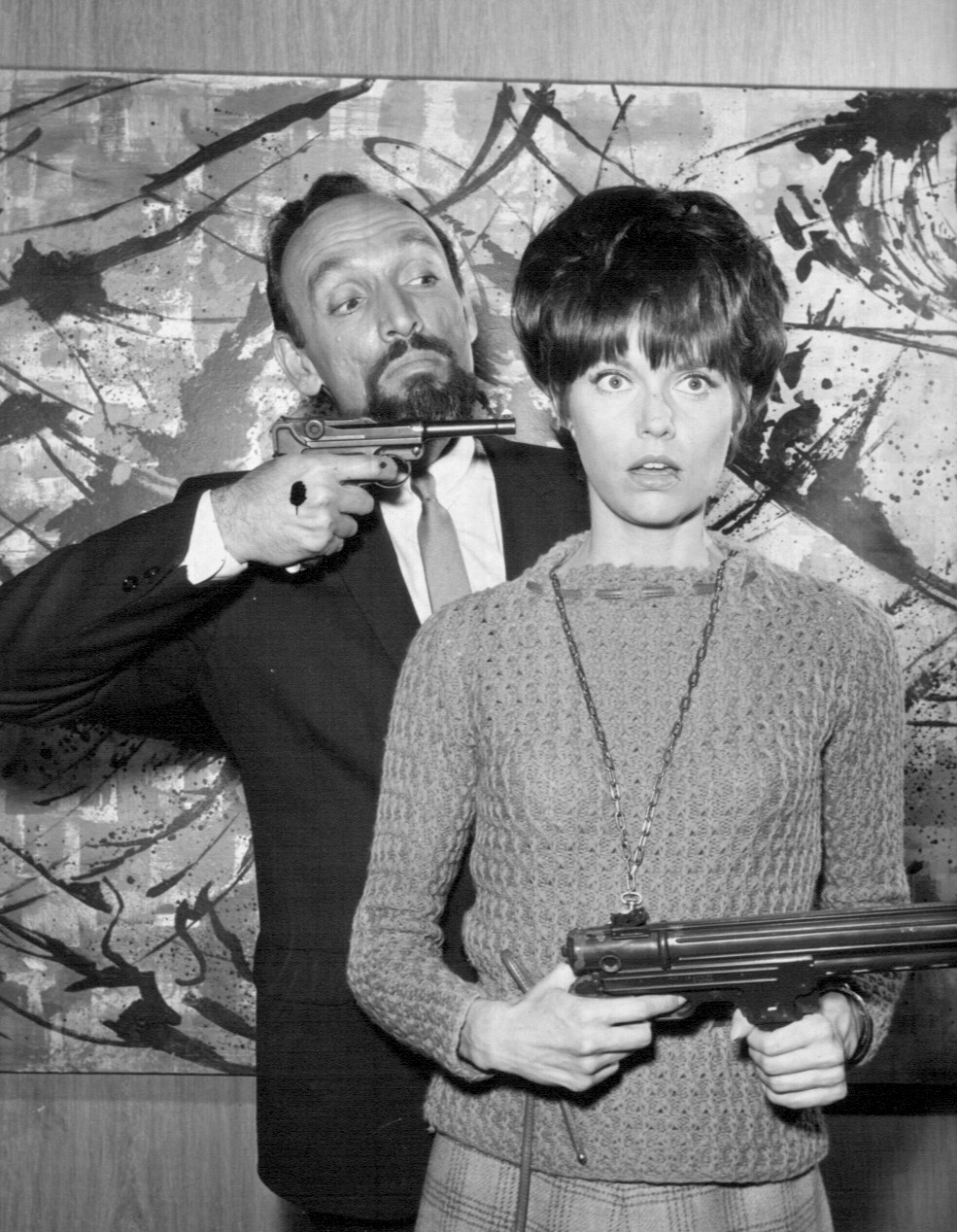
La actriz Barbara Feldon interpretando al Agente 99 y el actor Joseph Ruskin de la comedia televisiva Get Smart!.